# Vancouveria hexandra
Vancouveria hexandra är en berberisväxtart som först beskrevs av William Jackson Hooker, och fick sitt nu gällande namn av Morr. och Dec.. Vancouveria hexandra ingår i släktet Vancouveria och familjen berberisväxter. Inga underarter finns listade i Catalogue of Life.

## Bildgalleri

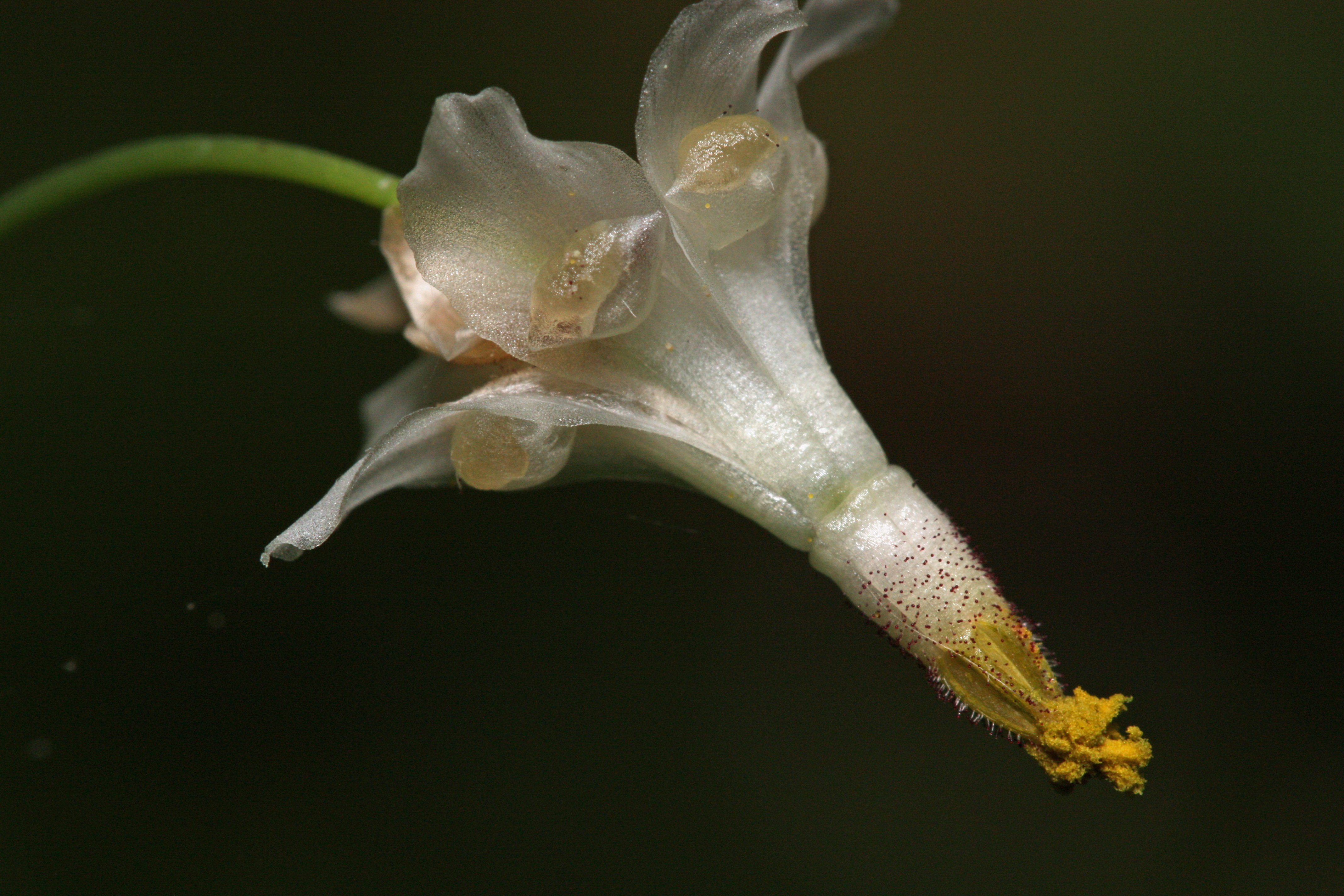
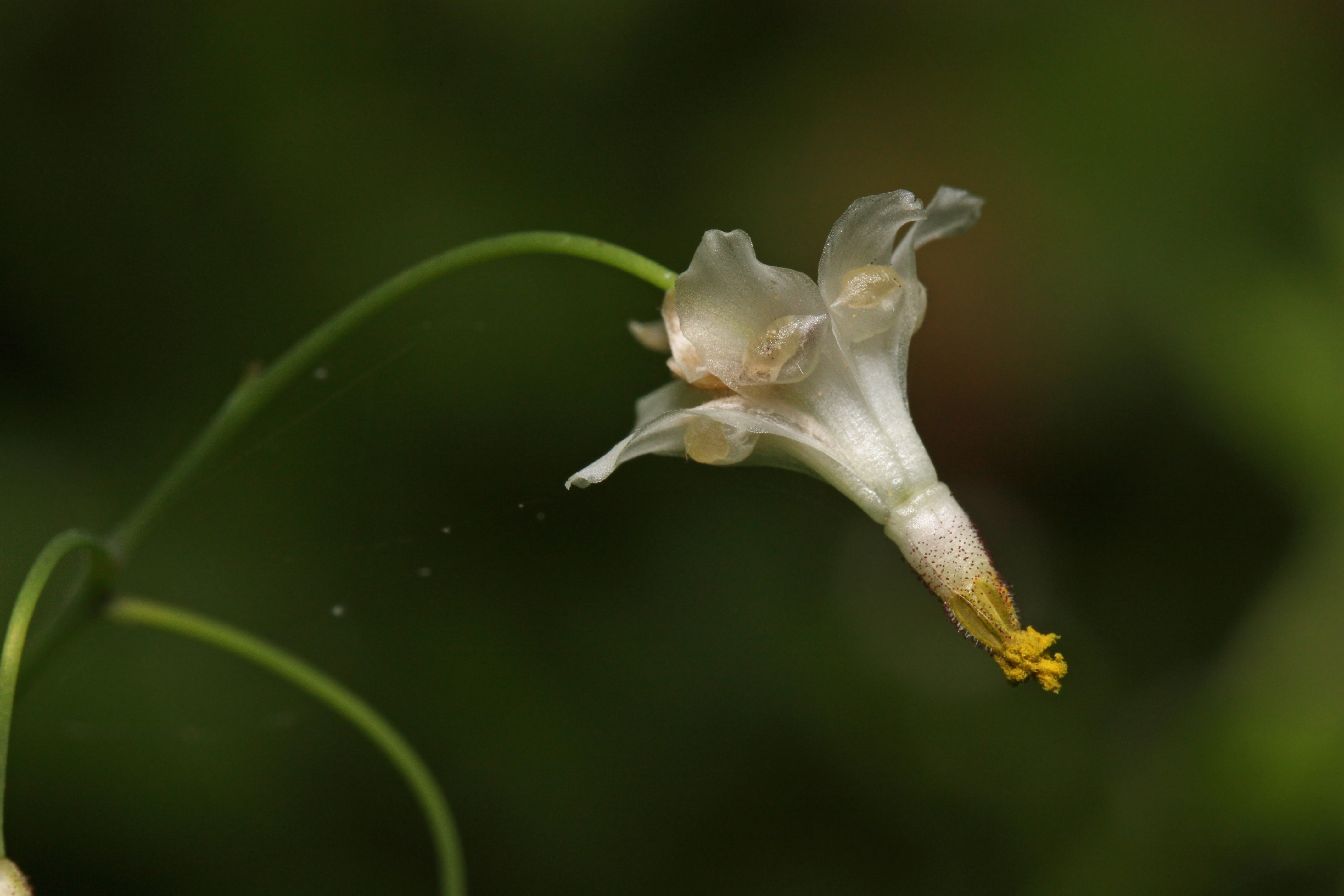
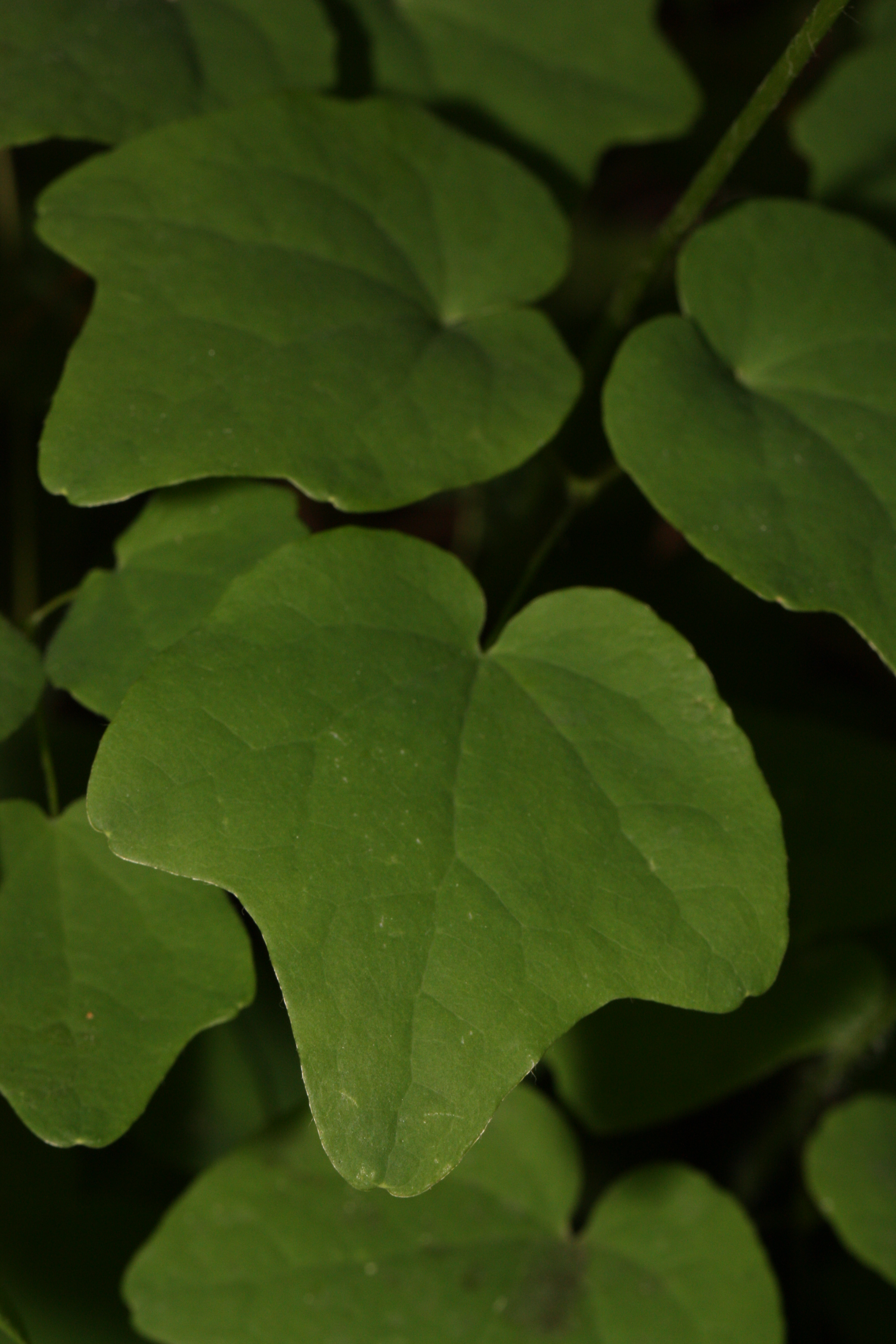
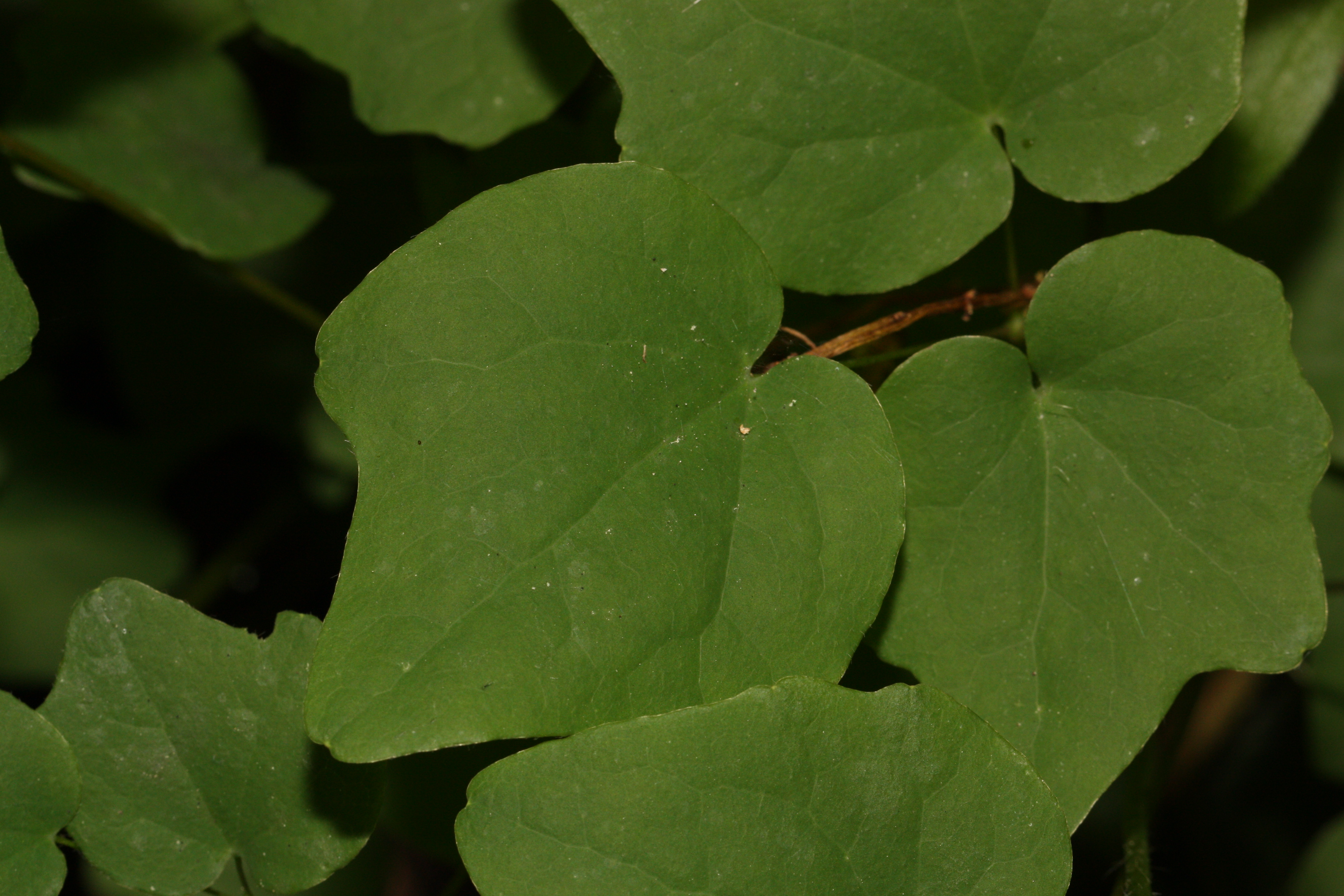
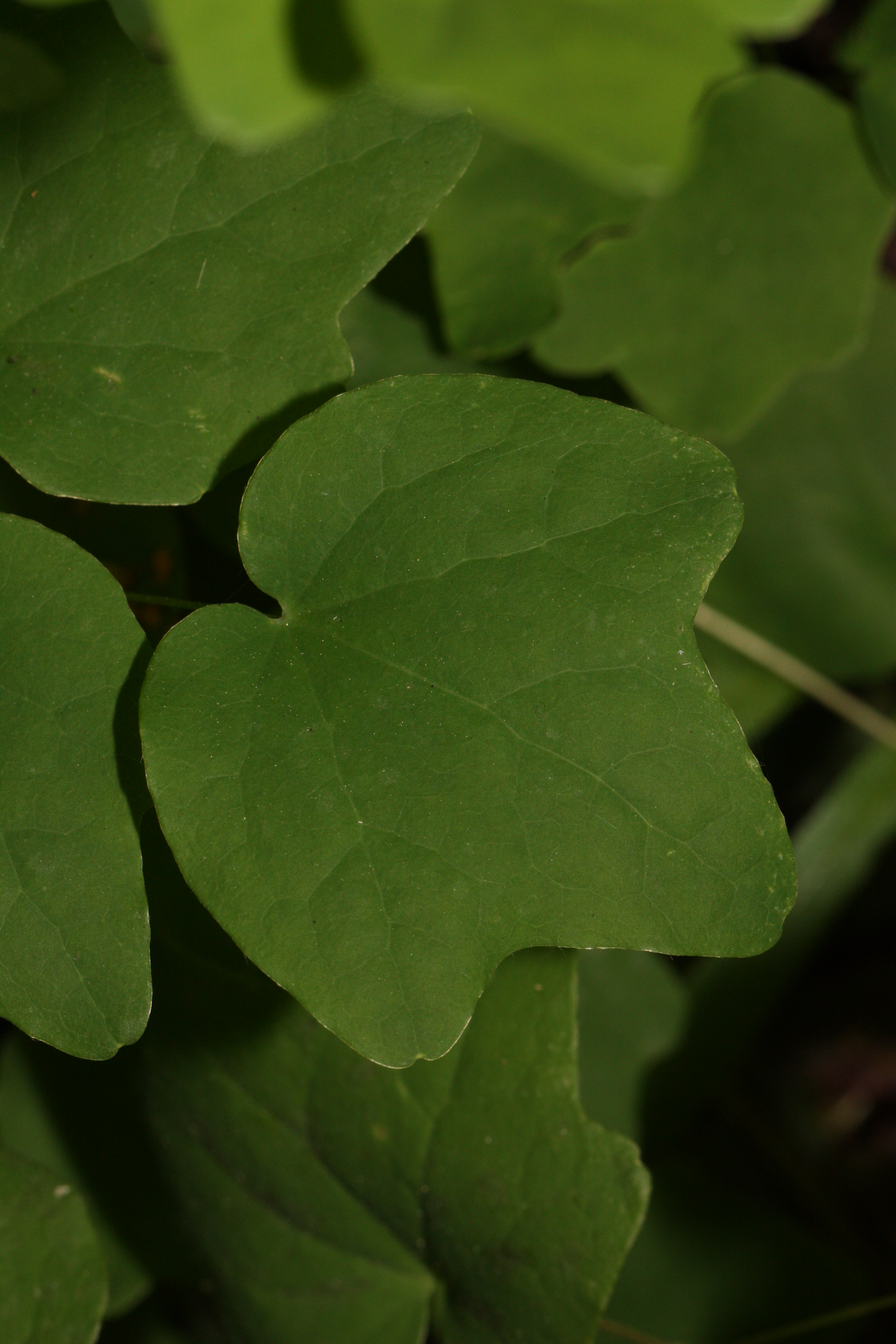
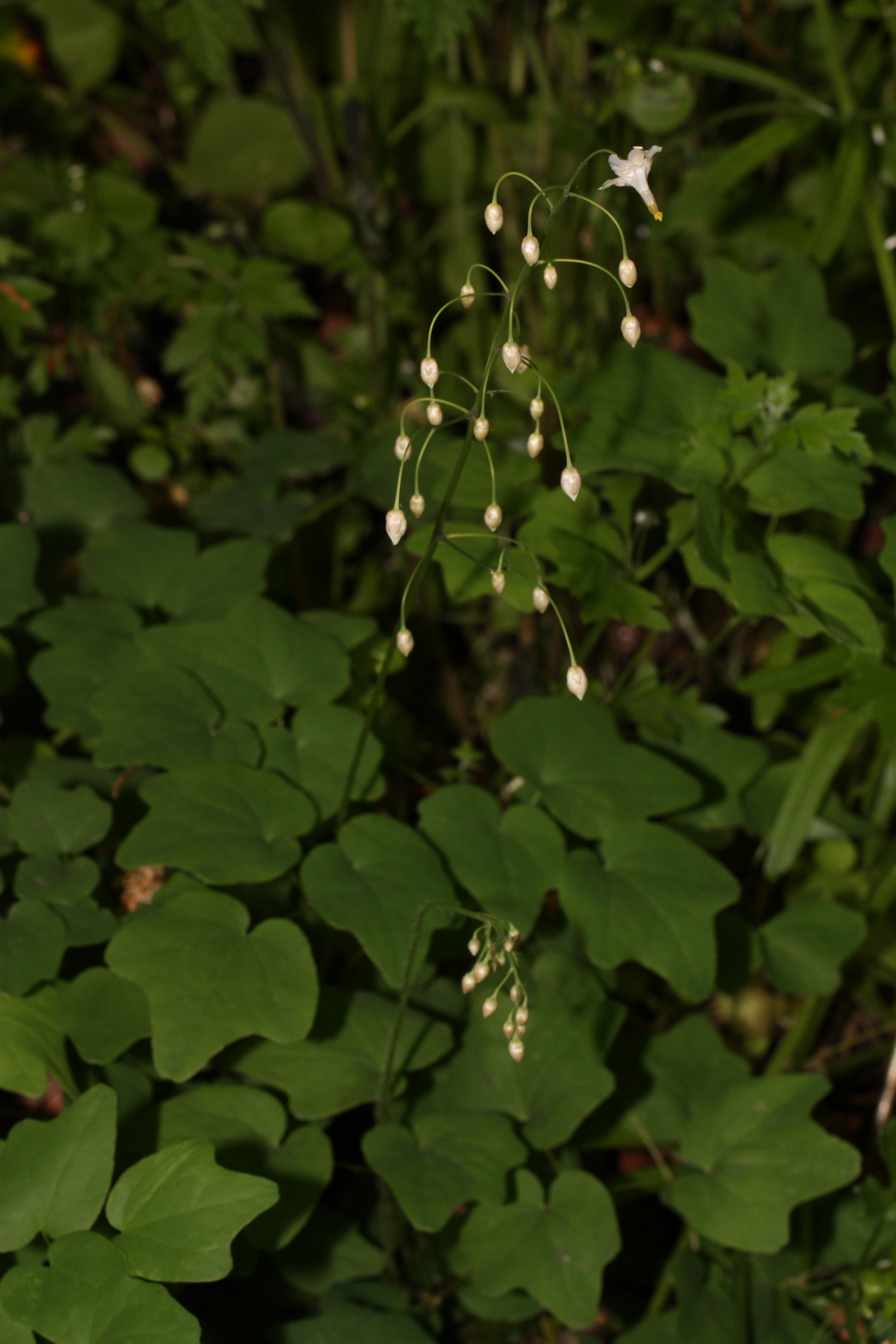